# Antonymie
 (mai 2020).
Si vous disposez d'ouvrages ou d'articles de référence ou si vous connaissez des sites web de qualité traitant du thème abordé ici, merci de compléter l'article en donnant les références utiles à sa vérifiabilité et en les liant à la section « Notes et références ».
L'antonymie est une relation entre deux items lexicaux qui présente une symétrie de leurs traits sémantiques par rapport à un axe. Les mots en relation d'antonymie sont appelés antonymes ou couramment contraires. La symétrie peut se décliner de différentes manières, selon la nature de son support. On distingue plusieurs supports qui sont autant de types d'antonymie :
- antonymie complémentaire concerne l'application ou la non-application d'une propriété ( 'applicable' /  'non-applicable' ,  'présence' / 'absence' ) : par exemple,  'informe'  est antonyme de tout ce qui a une forme, de même que  'insipide' ,  'incolore' ,  'inodore' , etc. de tout ce qui pourrait avoir saveur, couleur, odeur… ;
- antonymie scalaire concerne une propriété affectant une valeur étalonnable (valeur élevée, valeur faible) : par exemple,  'chaud' ,  'froid'  sont des valeurs symétriques de température ;
- antonymie duale l'existence d'une propriété ou d'un élément considérés comme symétriques par l'usage (par exemple  'soleil'   'lune' , ou par des propriétés naturelles ou physiques des objets considérés (par exemple  'mâle'   'femelle' ,  'tête'   'pied' …).

L'antonymie par un signe d'équivalence ( le signe "≡" ) ayant subi une rotation de 90 degrés (« riche {\displaystyle |||} pauvre  »). Ce signe rappelle à la fois celui qui, chez le linguiste Alain Polguère ,  marque la relation considérée comme opposée à l'antonymie[réf. nécessaire], la synonymie, et la symétrie axiale ou « l'effet miroir » existant entre les deux termes antonymes.

## Antonymie complémentaire
L'antonymie complémentaire concerne les couples tels que
 'pair' {\displaystyle |||_{c}} 'impair' ,  'présence' {\displaystyle |||_{c}} 'absence' ,  'existence' {\displaystyle |||_{c}} 'inexistence' .
il est présent {\displaystyle \Rightarrow } il n'est pas absent
il n'est pas absent {\displaystyle \Rightarrow } il est présent
il est absent {\displaystyle \Rightarrow } il n'est pas présent
il n'est pas présent {\displaystyle \Rightarrow } il est absent
En termes de logique :
{\displaystyle (\forall x)\;\;[P(x)\Rightarrow \neg Q(x)]}
{\displaystyle (\forall x)\;\;[\neg P(x)\Rightarrow Q(x)]}
{\displaystyle (\forall x)\;\;[Q(x)\Rightarrow \neg P(x)]}
{\displaystyle (\forall x)\;\;[\neg Q(x)\Rightarrow P(x)]}
Il s'agit ainsi d'une relation de disjonction exclusive. Dans ce cadre, l'affirmation d'un des termes implique nécessairement la négation de l'autre.
Sur le plan de la symétrie, l'antonymie complémentaire présente deux types de symétrie :
- une symétrie de valeurs dans un système à deux valeurs seulement, comme dans l'exemple précédent ;
- une symétrie par rapport à l'application d'une propriété : le  'noir'  est l'absence de couleur, il est donc "opposé" à toute couleur, et à toute combinaison de couleurs.

Le mélange des deux types de symétrie peut parfois introduire des divergences entre la linguistique et une modélisation qui se voudrait cohérente avec le monde. Pour en donner un exemple, en linguistique, on considère aussi le couple  'vivant'/'mort'  comme relevant de l'antonymie complémentaire, alors que sur un plan logique :
{\displaystyle (\forall x)\;\;[\neg vivant(x)\Rightarrow mort(x)]}
est falsifiable puisque ce qui est inanimé n'est ni vivant ni mort. Une bonne façon de ne pas falsifier ces propriétés est de limiter l'application des propriétés aux termes pour lesquelles elles sont pertinentes, ce qui peut se faire par une conjonction :
{\displaystyle (\forall x)\;\;[C(x)\wedge P(x)\Rightarrow \neg Q(x)]}
où C est la condition préalable pour l'application de P, ce qui donne dans notre exemple :
{\displaystyle (\forall x)\;\;[anim{\acute {e}}(x)\wedge vivant(x)\Rightarrow \neg mort(x)\wedge \neg inanim{\acute {e}}(x)]}
En pratique, l'inanimé est complémentaire du vivant et du mort, par non-application de la propriété de vie, alors que  'vivant'{\displaystyle |||}'mort'  est un couple de symétriques en valeur dans un système à deux valeurs.
Une modélisation logique peut aussi être remise en cause par la possibilité d'usage linguistique. Si la logique peut accepter ce qui est ni vivant ni mort (l'inanimé en l'occurrence) en cherchant à isoler le type de symétrie, la langue peut aussi accepter le paradoxe, qui défie la logique, et qu'elle atteste parfois par l'usage. C'est le cas des antonymes de notre exemple, puisque la forme  'mort-vivant'  existe pour exprimer ce qui possède les deux propriétés.

## Antonymie scalaire
Les antonymes scalaires (ou gradables) concernent les systèmes échelonnés comme la taille ( 'grand' |||s 'petit' ) ou la température ( 'chaud' |||s 'froid' ). La symétrie se réalise par rapport à une
valeur de référence du système qui n'est pas toujours représentée par un mot. Par exemple, pour  'grand' |||s 'petit' , nous avons :
Cet homme est grand {\displaystyle \Rightarrow } Cet homme n'est pas petit
Cet homme est petit {\displaystyle \Rightarrow } Cet homme n'est pas grand
Cet homme n'est pas grand {\displaystyle \Rightarrow } Cet homme est petit {\displaystyle \vee } cet homme est de taille moyenne
Cet homme n'est pas petit {\displaystyle \Rightarrow } Cet homme est grand {\displaystyle \vee } cet homme est de taille moyenne
Cet homme est  "ni grand ni petit"  qui désigne en général la taille moyenne, mais qui ne signifie pas dans le cas présent (comme dans le cas de  'vivant' |||c 'mort' ) que la propriété ne s'applique pas. C'est simplement qu'il existe ici une "valeur neutre" à partir de laquelle les autres s'échelonnent. En logique classique, on pourrait l'exprimer par
{\displaystyle (\forall x)\;\;[P(x)\Rightarrow \neg Q(x)\wedge R(x)]} si R est la propriété ayant la valeur de référence (neutre ou médiane)
{\displaystyle (\forall x)\;\;[Q(x)\Rightarrow \neg P(x)\vee R(x)]}
{\displaystyle (\forall x)\;\;[\neg Q(x)\not \Rightarrow P(x)]}
{\displaystyle (\forall x)\;\;[R(x)\Rightarrow \neg Q(x)\wedge \neg P(x)]}
{\displaystyle (\forall x)\;\;[\neg P(x)\not \Rightarrow Q(x)]}
La valeur de référence peut ne pas être la seule valeur possible, mais un des éléments remarquables de l'échelle (pour des propriétés multi-valuées par exemple). L'usage de termes gradables implique toujours une évaluation et donc une comparaison. Celle-ci peut être explicite :  "Jean est plus petit/grand que Pierre" ,  "il avance/recule"  (le terme moyen étant  'immobile' (On peut remarquer que le neutre d'un type d'antonymie peut être opposable dans une autre antonymie. Ici, par exemple,  'mobile' |||c 'immobile' ). Elle peut aussi être implicite et renvoyer à des normes tacitement admises par l'individu ou la communauté à laquelle il appartient:  "il fait chaud"  dit par un habitant d'un pays équatorial ne renverra pas à la même idée de chaleur (donc à la même valeur de référence) qu'un habitant des fjords de Norvège.

## Antonymie duale
Les antonymes duals correspondent au troisième type de symétrie, celui que l'usage et la nature même des objets peuvent introduire. Ils sont composés de deux sous-familles : les antonymes conversifs et les duals propres. 

### Conversifs
(mars 2021).
On appelle conversifs (ou réciproques) les couples comme  'acheter' {\displaystyle |||_{d}} 'vendre' ,  'prêter' {\displaystyle |||_{d}} 'emprunter' ,  'mari' {\displaystyle |||_{d}} 'femme' ,  'avant' {\displaystyle |||_{d}} 'après' ,  'père' {\displaystyle |||_{d}} 'fils' . De nombreux linguistes comme Igor Mel'čhuk ne les considèrent pas comme des antonymes. La fonction anti de son DEC[Quoi ?] désigne en réalité les antonymes complémentaires et les antonymes scalaires. Il dédie aux conversifs une autre fonction lexicale conv. Cependant, dans la mesure où pour nous, la modélisation de l'antonymie correspond à une étude complète des mécanismes de symétrie, nous avons considéré les conversifs comme un cas particulier de symétrie, et les avons naturellement associés à un processus antonymique "étendu".
Pierre est le père de Marc {\displaystyle \Leftrightarrow } Marc est le fils de Pierre.
Ce qui s'exprime, en termes de logique, comme :
{\displaystyle (\forall x,y)\;\;[P(x,y)\Leftrightarrow Q(y,x)]}
Dans le cas des conversifs, si on remplace dans une phrase un terme {\displaystyle P} par son réciproque {\displaystyle Q}, on peut systématiquement rétablir la synonymie entre les deux phrases à condition de permuter les arguments syntaxiques mis en relation par {\displaystyle P} comme le montre la formule. Ainsi, pour les conversifs, il y a symétrie par rapport à la place des arguments ({\displaystyle P} est réciproque de {\displaystyle Q}).

### Duals
Les duals propres sont une notion d'antonymie que nous introduisons pour rendre compte d'un effet particulier de mise en relation de termes où la symétrie porte cette fois-ci sur des fonctions culturelles (symétrie consacrée par l'usage) et spatio-temporelles (propriétés particulières de l'espace-temps). L'antonyme dual d'un mot est le pendant de celui-ci. Les duals sont des mots que la culture associe comme  'soleil' {\displaystyle |||_{d}} 'lune' , ou qui ne vont pas, a priori, l'un sans l'autre comme  'question' {\displaystyle |||_{d}} 'réponse'  ou alors sont l'expression d'une antonymie temporelle i.e. qui exprime le passage d'un état à un autre comme  'naissance' {\displaystyle |||_{d}} 'décès' . Dans ce troisième cas, on peut remarquer que ces deux événements marquent le passage entre deux antonymes complémentaires ( 'inexistence' {\displaystyle |||_{c}} 'existence'  dans le cas de  'naissance' {\displaystyle |||_{d}} 'décès'  ou bien  'présence' {\displaystyle |||_{c}} 'absence'  dans le cas de  'départ' {\displaystyle |||_{d}} 'arrivée' ). L'antonymie duale propre présente naturellement une symétrie qui n'est pas relevée dans l'échange des places d'argument puisqu'il s'agit de prédicats unaires. Elle exprime le fait que si l'un des deux prédicats est vrai, il existe une valeur pour lequel l'autre l'est aussi nécessairement. Pour la modéliser, on écrira :
{\displaystyle (\exists x)\;\;[P(x)]\Leftrightarrow (\exists Q)\;\;[Q(x)]}

avec {\displaystyle Q} dual de {\displaystyle P} qui modélise par exemple le fait que si {\displaystyle x} a un début, alors il existe aussi une fin à {\displaystyle x} ou :
{\displaystyle (\exists x)\;\;[P(x)]\Leftrightarrow (\exists Q\,\exists y)\;\;[Q(y)]}
avec {\displaystyle Q} dual de {\displaystyle P} qui exprime que si {\displaystyle x} est une question, il existe un objet {\displaystyle y} et il existe un prédicat réponse, tel que {\displaystyle y} est une réponse à {\displaystyle x}.
Cette nécessité du prédicat dual peut rendre compte de certains couples de description temporelle. Ainsi,  'avant' {\displaystyle |||_{d}} 'après'  en prédicats unaires, sont linguistiquement différenciés sur le plan de la catégorie grammaticale, comme dans  « il y a un avant et un après »  à ne pas confondre avec  'avant' {\displaystyle |||_{d}} 'après'  qui sont des scalaires avec comme valeur médiane  'pendant' .